# Symbol of Salvation
Symbol of Salvation (в переводе с англ. — «Символ спасения») — четвёртый студийный альбом группы Armored Saint, выпущенный в 1991 году.

## Список композиций
1. Reign of Fire — 03:57
2. Dropping Like Flies — 04:39
3. Last Train Home — 05:19
4. Tribal Dance — 04:07
5. The Truth Always Hurts — 04:20
6. Half Drawn Bridge — 01:26
7. Another Day — 05:32
8. Symbol of Salvation — 04:36
9. Hanging Judge — 03:45
10. Warzone — 03:38
11. Burning Question — 04:18
12. Tainted Past — 07:04
13. Spineless — 04:19